# XDA Developers
XDA Developers (anche semplicemente conosciuto come XDA; spesso stilizzata come xda-developers) è una comunità di sviluppo software per dispositivi mobili con oltre 6.6 milioni di utenti iniziata nel gennaio 2003. Anche se le discussioni ruotano prevalentemente intorno ad Android, i membri possono discutere anche su molti altri sistemi operativi e argomenti di sviluppo mobile.

## Storia
XDA-Developers.com (XDA Developers) è stato creato da NAH6 Crypto Products BV (Netherlands). In data 10 gennaio 2010, XDA-Developers è stato acquistato da JB Online Media, LLC (USA). Il nome XDA Developers deriva da O2 XDA.

## Descrizione
Scopo principale del sito è la discussione, risoluzione dei problemi e lo sviluppo di custom rom per telefoni Android, Windows Phone, WebOS, Ubuntu Touch, Firefox OS e Bada. Il sito offre anche informazioni generiche riguardo a dispositivi Windows Mobile ed Android, aggiornamenti delle ROM, supporto tecnico, Q&A, e recensioni di applicazioni e accessori. Esistono anche forum separati per ogni telefoni di Sony, HTC, Samsung, LG, Motorola, e molti altri. I forum sono anche disponibili per tablet e molti altri dispositivi.

## Proprietà
Joshua Solan possiede e gestisce XDA Developers (xda-developers.com) dalla sua società Jb Online Media, LLC.
JB Online Media, LLC (il proprietario di XDA-developers.com) si trova al:
672 N Heilbron Dr, Media, PA 19063-4623, USA

## Polemiche custom ROM
Nel febbraio 2009, Microsoft ha chiesto a XDA Developers di rimuovere tutte le ROM create dal team. In risposta, è stata creata una petizione firmata da 10.000 membri di XDA Developers. La petizione è stata messa da parte quando XDA non ha perseguito la rimozione delle custom ROM.
CNET Asia ha suggerito che XDA Developers offre soluzioni possibili ai problemi su molti dispositivi basati su Windows. Recensioni di cellulari, i tester di CNET hanno riferito che preferiscono utilizzare le ROM di XDA Developers' quando recensiscono dei dispositivi.
Molte hack software e hardware, metodi di root, modifiche specifiche per smartphone e tablet sono creati dai membri del forum di XDA. Il portale XDA, lanciato a febbraio 2010, è una fonte di notizie sullo sviluppo di telefoni Android ed altri.